# Escuts i banderes del Pla de l'Estany
Els escuts i banderes del Pla de l'Estany són el conjunt d'escuts i banderes oficials dels municipis de la comarca catalana del Pla de l'Estany. En aquest article s'hi inclouen els escuts i les banderes oficialitzats per la Generalitat des del 1981 per la conselleria de Governació què en té la competència. Habitualment els Consells Comarcals han creat, a fi de representar la comarca, algun escut oficial o oficiós. En el cas del Pla de l'Estany això no ha estat així.
Els únics municipis de la comarca sense escut ni bandera oficial són Crespià i Vilademuls.

## Escuts oficials

Banyoles Aprovat el 16 de juny del 1983.[1]
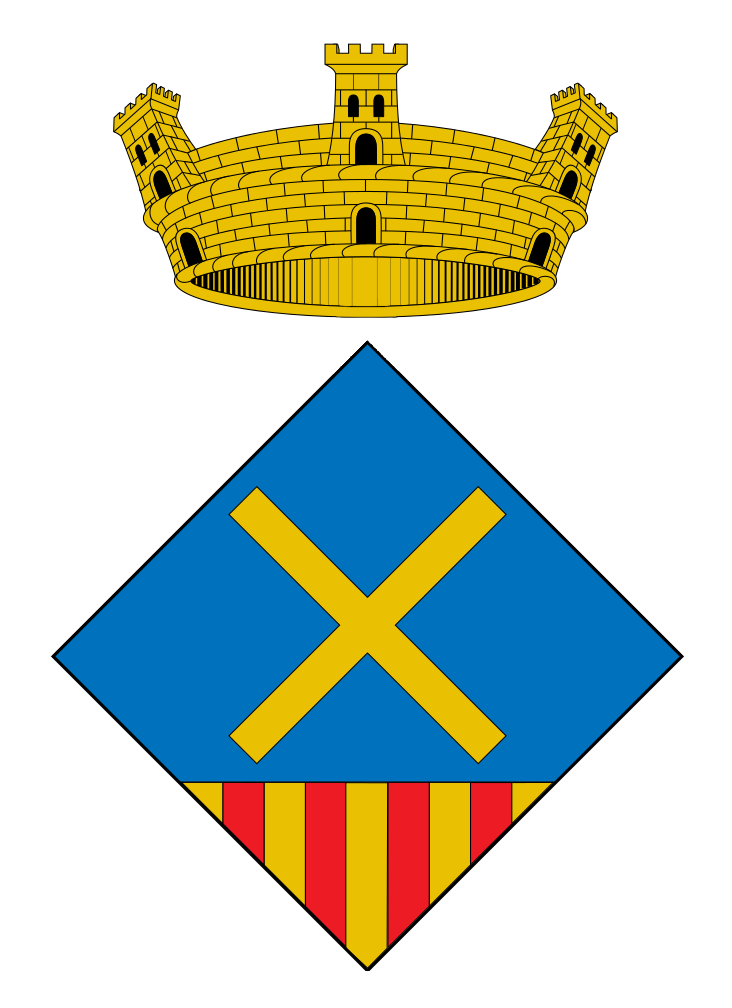
Camós Aprovat el 12 de gener del 1984.
Cornellà del Terri Publicat al DOGC el 19 de maig de 1995.[3]
Esponellà Aprovat el 13 de febrer del 2001.[4]
Fontcoberta Aprovat el 4 d'abril del 2001.[5]
Palol de Revardit Aprovat el 6 d'abril de 1999.[6]
Porqueres Publicat al DOGC el 2 de setembre de 1983.[7]
Sant Miquel de Campmajor Aprovat el 3 de desembre del 2003.[8][9]
Serinyà Aprovat l'1 de juny de 1983.[10][11]

## Les banderes

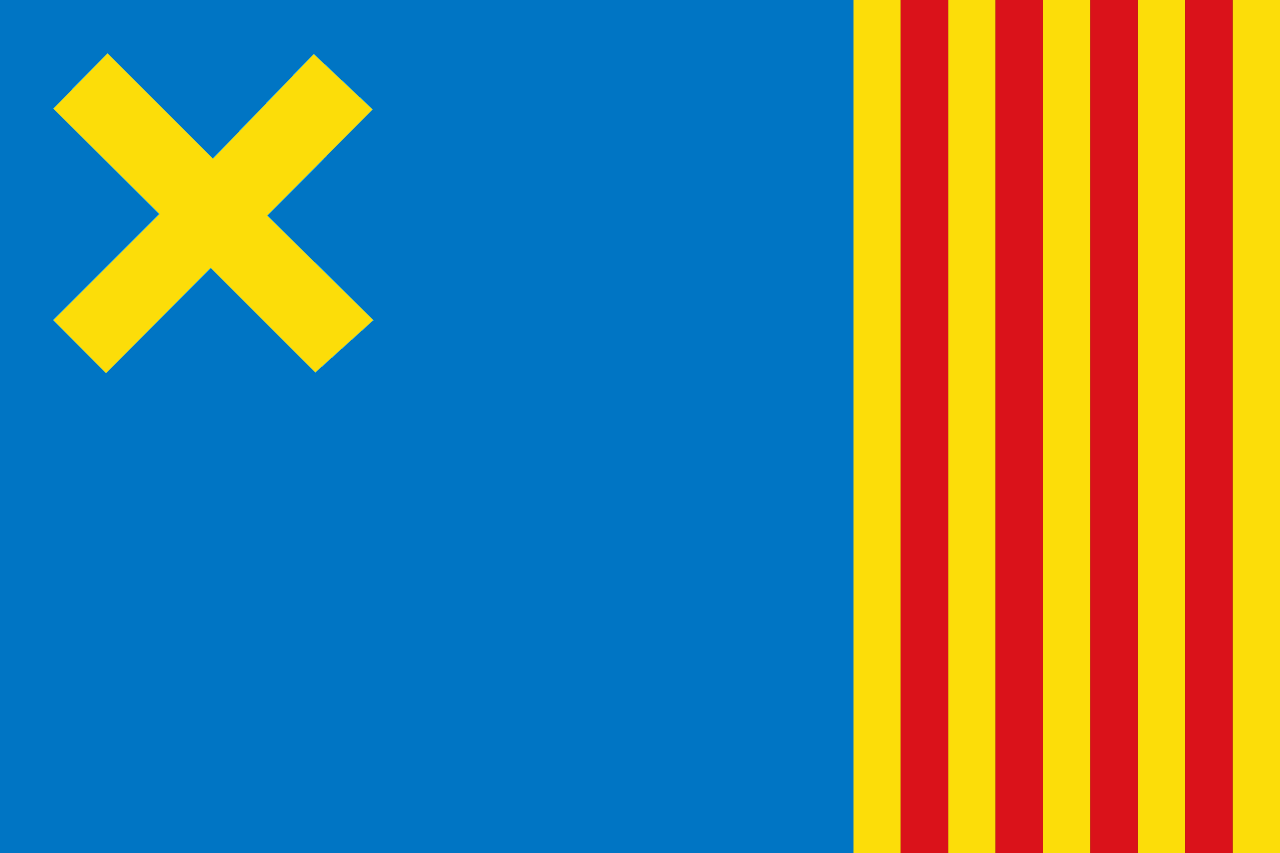
Camós Publicada al DOGC el 29 de maig de 1996.
Cornellà del Terri Publicada al DOGC el 2 de maig de 1995.[13]
Esponellà Publicada al DOGC el 10 de març de 2009.[14]
Palol de Revardit Publicada al DOGC el 8 de març de 2001.[15]
Porqueres Publicada al DOGC el 29 de novembre de 1991.[16]
Sant Miquel de Campmajor Publicada al DOGC el 24 de gener de 2007.[17]